# Joseph Sulaqa
Joseph Sulaqa, öfter auch Sulaka (* um 1500 bei Mosul, Irak; † 1569 in Rom) war ostsyrisch-katholischer Erzbischof und Metropolit von Indien.

## Vorgeschichte
Die katholische Kirche in Indien ist apostolischen Ursprungs. Nach der beständigen Ortstradition landete der Apostel Thomas im Jahre 52 an der Malabarküste im heutigen Kerala, gründete dort sieben christliche Gemeinden und starb als Märtyrer in Mailapur bei Madras. Aus dieser Gründung entwickelte sich die Kirche in Indien, lange bevor europäische Kolonialmächte dort wirkten. Sie folgte dem ost-syrischen Liturgieritus. Ihre Bischöfe bezog die indische Kirche aus dem Katholikat von Seleukia-Ktesiphon im jetzigen Irak, woraus sich später die Assyrische Kirche des Ostens entwickelte.
Kodungallur bei Ernakulam, im heutigen Kerala, gilt als der Ankunftsort des Heiligen Thomas und war lange Zeit der Sitz der Metropoliten von Indien. Später verlegten diese ihre Residenz nach Udayamperoor (Diamper), schließlich nach Angamaly. Beim Eintreffen der Portugiesen und noch zu Anfang ihrer Kolonialtätigkeit wurden die indischen Metropoliten vom Chaldäischen Patriarchen in Babylon, d. h. vom Oberhaupt der Assyrischen Kirche des Ostens entsandt. Dieses Patriarchat stand schon lange in lockerer Verbindung mit Rom. Seit Patriarch Mar Johann Shimun Sulaqa, 1553 in der Peterskirche zu Rom zum Bischof geweiht, besteht eine förmliche Kirchenunion und die Teilkirche trägt die Bezeichnung Chaldäisch-Katholische Kirche.

## Metropolit Joseph Sulaqa
Joseph Sulaqa wurde um 1500 bei Mosul im Irak geboren und war Bruder des Patriarchen Shimun VIII. Sulaqa. Letzterer war 1555 ermordet worden. Zu seinem Nachfolger wurde im gleichen Jahr, in Anwesenheit des päpstlichen Nuntius Ambrosius Buttigeg, Mar Ebedjesus  (=  'Abdīšo' IV. Maron) gewählt. Gleich seinem Vorgänger erlangte auch er die päpstliche Bestätigung und empfing am 7. März 1562 in Rom das Pallium. Sein katholisches Glaubensbekenntnis wurde dem Konzil von Trient zugesandt, vor dem er persönlich jedoch nicht erschien. 'Abdīšo' bestellte Joseph Sulaqa, den Bruder seines Vorgängers, zum Metropoliten der Thomaschristen in Indien.
Mar Joseph Sulaqa kam Ende 1556 über Hormus und Mosambik nach Goa. Er befand sich in Begleitung des chaldäisch-katholischen Bischofs Elias von Amida, der ihn im Auftrag des Patriarchen ‘Abdīšo’ IV. Maron inthronisieren sollte, sowie der beiden Dominikaner Antoninus von Sagra und Ambrosius Buttigeg, Letzterer als päpstlicher Legat. Auf der Reise führte Mar Joseph syrische Liturgiebücher mit sich, die nach seinem Tod in die Vatikanischen Bibliothek gelangten. Im Vat. syr. 45 (Gazarta, 1529) findet sich ein eigenhändiger Zusatz des Joseph mit dem Fertigungsvermerk „18. Tammûz 1867 A.Gr. (= 8.07.1556 A.D.) in der Stadt msmbyk (Mosambik)“.
Die portugiesischen Kolonialbehörden wollten sowohl die alteingesessenen Thomaschristen als auch die neubekehrten lateinischen Katholiken ihren eigenen, portugiesischen Bischöfen des lateinischen Ritus unterstellt wissen. Die Tätigkeit auswärtiger Bischöfen, die nicht dem Padroado unterstanden, suchten sie mit allen Mitteln zu unterbinden. Deshalb verweigerte man Erzbischof Sulaqa die Weiterreise an seinen südindischen Amtssitz und hielt ihn 18 Monate lang im Franziskanerkloster von Bassein (jetzt Vasai-Virar) fest. Auch seine abendländischen Begleiter, darunter der Bischof und Nuntius Ambrosius Buttigeg († 1557/58 in Kochi (Indien)), wurden in Goa für anderthalb Jahre in Klosterarrest genommen.
In Bassein kopierte Joseph Handschriften, lernte Latein und übersetzte das römische Pontifikale in das Syrische (Vat. syr. 66 fol. 1-10). Erst als Bischof Mar Abraham († 1597), als Bevollmächtigter des nicht mit Rom verbundenen ostsyrischen Patriarchen Mar Dincha Schimun VIII., 1557 an der Malabarküste erschien, ließen die Portugiesen 1558 Joseph Sulaqa, angesichts eines drohenden Schismas unter den Thomaschristen, frei und erlaubten ihm die Amtsausübung. Sulaqa konnte jedoch Mar Abraham an seine Seite ziehen, dieser wurde später mit päpstlicher Einsetzung sein Nachfolger und eine bedeutende Persönlichkeit der indischen Kirchengeschichte.
Anfangs amtierte Sulaqa einvernehmlich mit den portugiesischen Kolonialherren und den lateinischen Missionaren aus ihrem Gefolge. Bald schon kam es jedoch zum Streit, als er syrisch-katholischen Seminaristen in Kodungallur die Priesterweihe verweigerte, da sie nicht in der traditionellen syrischen Liturgiesprache unterrichtet worden waren. Durch seine Unbeugsamkeit zog er sich den Hass der Portugiesen zu. Diese bezichtigen ihn auch der Häresie des Nestorianismus, ungeachtet seiner päpstlichen Legitimation und der längst erfolgten Feststellung von Kardinal Bernardino Maffei, im römischen Konsistorium vom 20. Februar 1553, bei der Weihe seines Bruders Johann Shimun Sulaqua, dass die syrischen Christen im Irak und in Indien zwar traditionell „Nestorianer“ genannt würden, in Wirklichkeit jedoch völlig rechtgläubig seien.
Erzbischof Joseph Sulaqa wurde unter Häresieverdacht festgenommen und ein erstes Mal nach Europa deportiert. In Portugal führte man ihn Königin Katharina und dem Kardinal  Dom Henrique vor, auf welche er einen sehr guten Eindruck machte. Häresien konnten sie bei ihm nicht feststellen, weshalb er 1565 nach Indien zurückkehrte und sein Amt weiter ausüben durfte.
1567 griff das 1. Konzil von Goa den Häresievorwurf gegen Erzbischof Sulaqa erneut auf und beschloss, dass der Fall von den kirchlichen Behörden in Europa geprüft werden müsse. Erneut verbrachte man den Metropoliten nach Portugal, von wo er nach Rom gelangen konnte. Hier ließ Papst Pius V. persönlich eine genaue Untersuchung des Falles anstellen, nach deren Abschluss man Joseph Sulaqa von jeglichem Häresieverdacht freisprach und seine völlige Rechtgläubigkeit attestierte. Wegen der vielen Leiden und Verfolgungen, die er während seiner Amtszeit in unverbrüchlicher Treue zur Kirche ertragen hatte, genoss er bei Pius V. hohes Ansehen und er wollte ihn sogar zum Kardinal erheben. Als er gerade im Begriff war, wieder nach Indien aufzubrechen, starb Sulaqa 1569 in Rom.
Siehe auch: Römisch-katholische Kirche in Indien